# Pierre François Olive Rayer

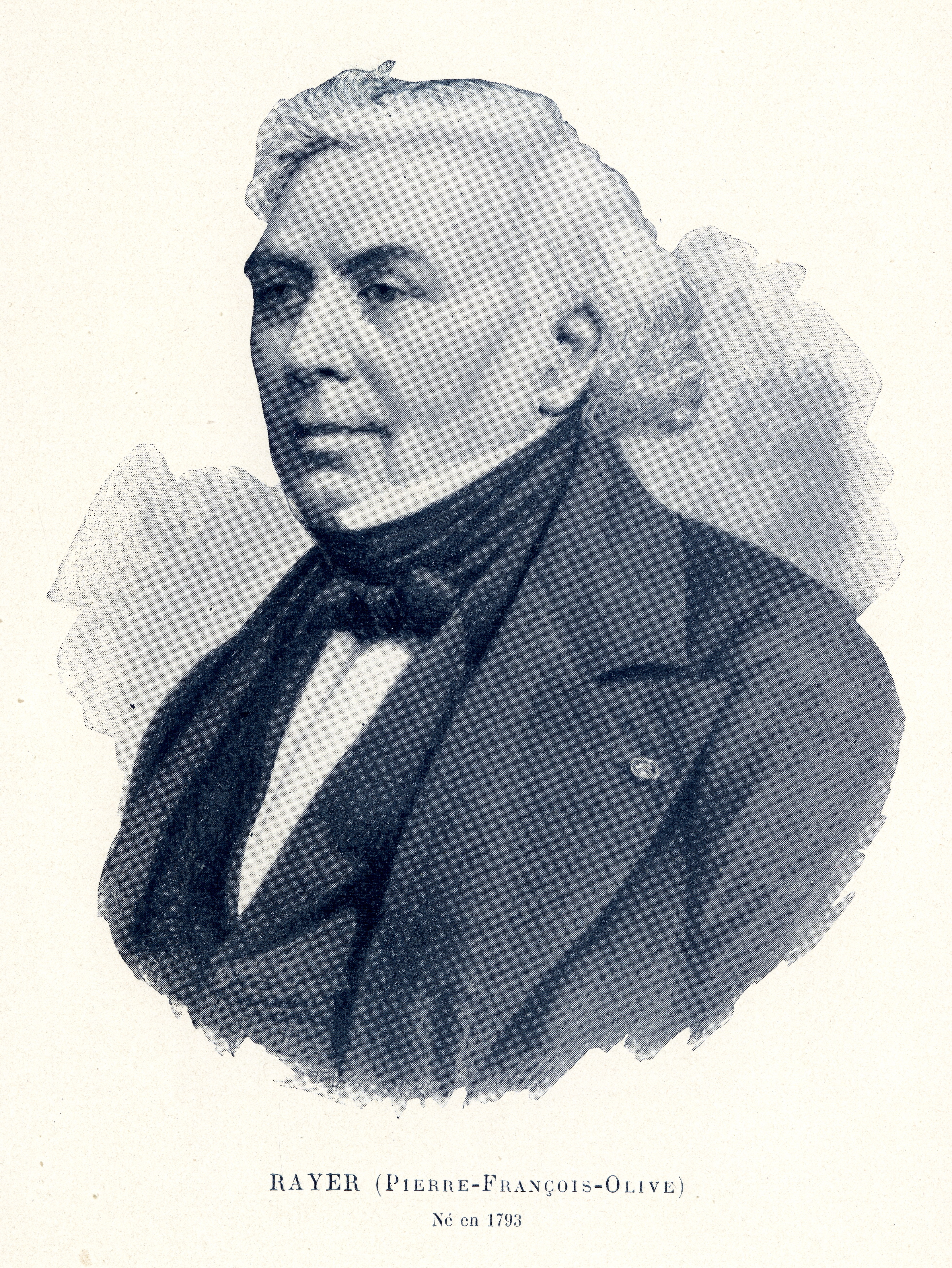
Pierre François Olive Rayer

Pierre François Olive Rayer (* 8. März 1793 in Saint-Sylvain (Calvados); † 10. September 1867 in Paris) war ein französischer Mediziner (Dermatologie, Pathologie, Innere Medizin, Nephrologie).

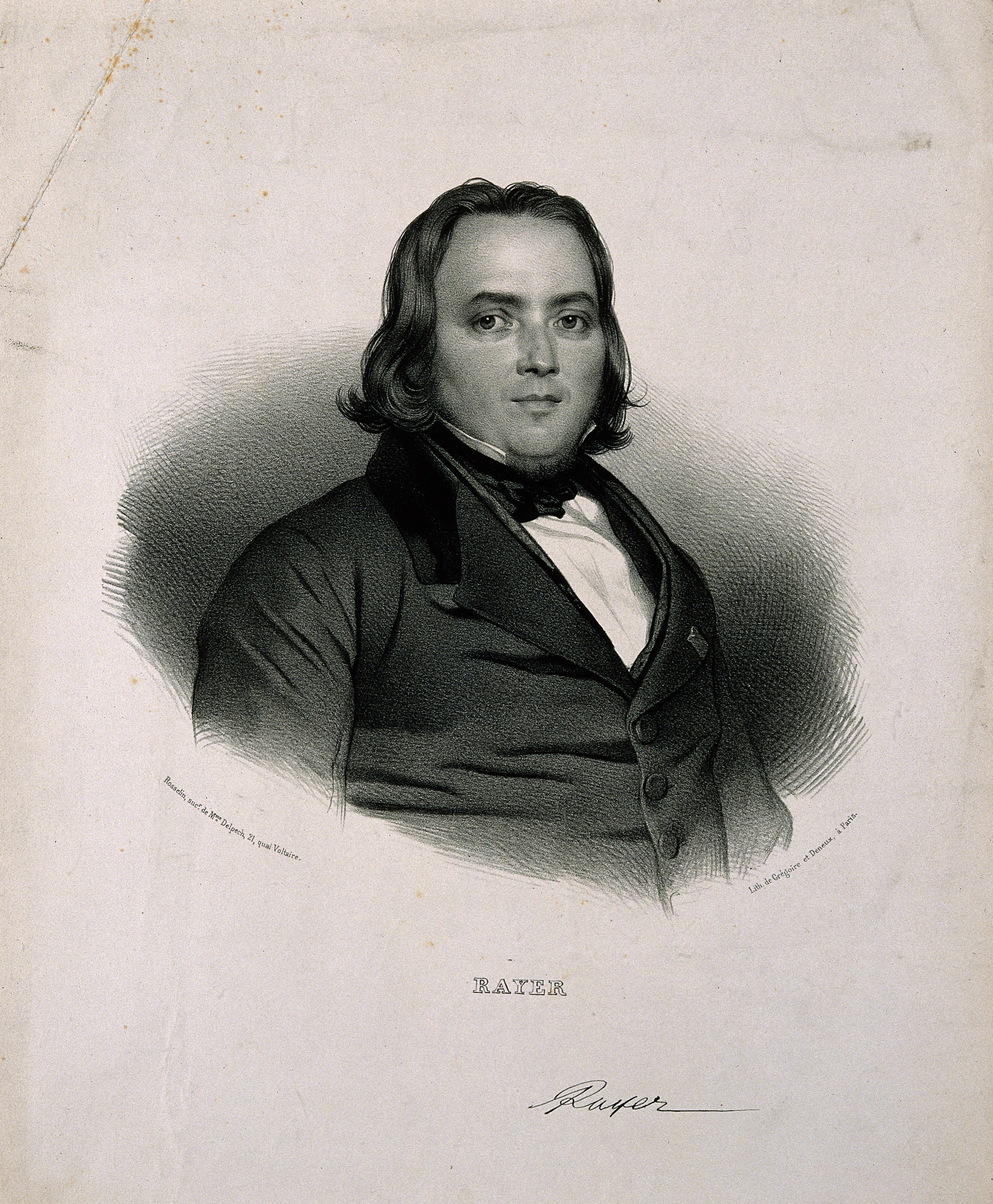
Pierre François Olive Rayer, Lithographie

Rayer studierte Medizin in Caen, in Paris an der École pratique, dem Hôtel-Dieu und dem Maison royale de santé. 1813 wurde er Interner (interne) an den Krankenhäusern und 1818 wurde er promoviert mit einer Dissertation über die Geschichte der pathologischen Anatomie (Sommaire d’une histoire abrégé de l’anatomie pathologique). 1822 wurde er Mitglied der neu gegründeten Académie de Médecine und 1824 Arzt am Bureau central des hôpitaux, wobei er zunächst am Hôpital Saint-Antoine und ab 1832 bis zu seinem Ruhestand am Hôpital de la Charité wirkte. 1862 erhielt er den Lehrstuhl für vergleichende Medizin und wurde Dekan der Medizinischen Fakultät in Paris.
Er galt als hervorragender Diagnostiker und forschte unter anderem über spezielle und vergleichende Pathologie, pathologische Anatomie und Physiologie, Epidemiologie und Parasitologie. 1850 veröffentlichte er als Erster eine Beschreibung des Anthrax-Bazillus (Inoculation du sang de rate), wobei er mit dessen Entdecker Casimir Davaine (1812–1882) zusammenarbeitete. 1837 entdeckte er, dass die Pferdekrankheit Rotz auf den Menschen übertragbar ist. Er schrieb Lehrbücher über Hautkrankheiten und Nierenkrankheiten. Sein bedeutendstes Werk ist Traité des maladies des reins et des altérations de la sécrétion urinaire, eine 1837 bis 1841 herausgegebene Monographie über Nierenerkrankungen. Er erstbeschrieb 1841 die solitäre Nierenzyste und die Hydronephrose (Wassersackniere). Rayer prägte den Begriff der Nephritis albuminosa als mit Albuminurie verbundene Nierenschädigung. Eine Hautkrankheit ist im Englischen nach ihm benannt und die gelben Knötchen im Xanthom. Zu seinen Patienten gehörte 1848 der französische König Louis-Philippe I.
1822 wurde er Mitherausgeber der Revue de médecine und ab 1830 des Journal universel et hebdomadaire de médecine et de chirurgie pratiques et des institutions médicales.
Er war ab 1843 Mitglied der Académie des Sciences. Er war auswärtiges Ehrenmitglied der American Academy of Arts and Sciences (1855). 1848 gründete er mit anderen jungen Ärzten die Société de Biologie und war deren Präsident. 1858 gründete er die noch heute bestehende Standesorganisation Association générale de prévoyance et de secours mutuels des médecins (Association Générale des Médecins de France) und war deren Präsident. 1837 wurde er Stellvertreter von François Magendie als Präsident des Comité consultatif de l’hygiène publique.
Am 15. August 1853 wurde Pierre François Olive Rayer unter der Präsidentschaft von Christian Gottfried Daniel Nees von Esenbeck unter der Matrikel-Nr. 1686 mit dem akademischen Beinamen Hufeland als Mitglied in die Kaiserliche Leopoldino-Carolinische Akademie der Naturforscher aufgenommen.
Politisch war er liberal mit freidenkerischen Tendenzen und war freundschaftlich mit Anhängern von Henri de Saint-Simon verbunden wie den Bankiers Gustave und Adolphe d’Eichthal, dem Zoologen Isidore Geoffroy Saint-Hilaire und der Schriftstellerin George Sand. Pierre François Rayer war von 1824 bis zu seinem Tod mit dem Philologen und Philosophen Émile Littré befreundet.

## Schriften (Auswahl)
- Mémoir sur le delirium tremens. Germer Baillière, Paris 1819.
- Traité théorique et pratique des maladies de la peau. 2 Bände und Atlas. Germer Baillière, Paris 1826–1827; 2. Auflage in 3 Bänden, Brüssel 1835 (deutsche Übersetzung Weimar 1827, italienische Übersetzung Mailand 1830, englische Übersetzung London 1833, 1835).
- Traité des maladies des reins et des altérations de la sécretion urinaire. 3 Bände mit Atlas. Germer Baillière, Paris 1837–1841 (deutsche Übersetzung von Samson Landmann, Kassel/Leipzig 1839, zweite, ausführlich bearbeitete deutsche Übersetzung: Die Krankheiten der Nieren und die Veränderungen der Harnsecretion in ihren Beziehungen zu den übrigen örtlichen Affectionen. Enke, Erlangen 1844).
- De la morve et du farcin chez l’homme. Germer Baillière, Paris 1837 (deutsche Übersetzung Weimar 1839).
- Cours de médecine comparée. Germer Baillière, Paris 1863.